# Franco Lucentini
Franco Lucentini (Roma, 24 dicembre 1920 – Torino, 5 agosto 2002) è stato uno scrittore e traduttore italiano.

## Biografia
Poliglotta, si laureò in filosofia a Roma nel 1943. Antimilitarista, durante la leva si annoiava; avendo appreso che i tempi di montaggio e smontaggio del Fucile 91 erano oggetto di competizione in tutto l'esercito, nelle ore libere si concentrò sul problema, arrivando a mettere a punto un metodo originale e imbattibile; fu così condotto di caserma in caserma  a darne dimostrazioni (come racconta Carlo Fruttero nel libro Mutandine di chiffon).
Esordì come narratore nel 1951 nella storica collana di  Einaudi "I gettoni", diretta da Elio Vittorini, con I compagni sconosciuti, seguito nel 1964 dalla raccolta di racconti Notizie degli scavi (dal cui racconto omonimo, nel 2011, è stato tratto un film con lo stesso titolo, per la regia di Emidio Greco).
Lucentini conobbe Carlo Fruttero negli anni cinquanta: i due scrittori si incontrarono in un bistrot a Parigi, attraverso amici comuni. Si videro di nuovo cinque anni dopo a Torino presso l'editore Giulio Einaudi  e iniziarono una fruttuosa collaborazione che durò più di quarant'anni. Oltre ai libri e agli articoli scritti a quattro mani, Fruttero & Lucentini diressero per Mondadori la collana di fantascienza Urania e curarono diverse antologie di narrativa.
Il loro primo libro pubblicato fu la raccolta di poesie L'idraulico non verrà, del 1971. Diventarono noti al grande pubblico l'anno successivo, con il "giallo" La donna della domenica (1972) da cui fu tratto un film diretto da Luigi Comencini, con Marcello Mastroianni nella parte del protagonista, il commissario Santamaria. Tra gli altri libri della coppia si possono ricordare A che punto è la notte (1979), Il Palio delle contrade morte (1983), L'amante senza fissa dimora (1986), La verità sul caso D (1989), Enigma in luogo di mare (1991), La morte di Cicerone (1995), la commedia La cosa in sé (1982), e La prevalenza del cretino (1985). 
Sempre a quattro mani tradussero il romanzo Lo strano caso del dottor Jekyll e del signor Hyde di Stevenson, e Viaggio al centro della Terra di Jules Verne.
Fra le numerose traduzioni a firma del solo Lucentini, vanno ricordate I mandarini di Simone de Beauvoir, alcuni libri di Alain Robbe-Grillet, i Racconti di Odessa di Isaak Babel', Finzioni e Manuale di zoologia fantastica di Jorge Luis Borges, Miti e pregiudizi del nostro tempo di Barrows Dunham, Rinascimento americano di Francis Otto Matthiessen, Jupiter, Mars, Quirinus di Georges Dumézil.
Malato di un tumore ai polmoni, si tolse la vita gettandosi nella tromba delle scale del proprio appartamento in Piazza Vittorio Veneto, gesto che ricordò a molti la morte di un altro scrittore torinese, Primo Levi. Le sue ceneri riposano al Cimitero monumentale di Torino.

## Opere
- La porta (1947), in "Nuovi Argomenti", 1, marzo-aprile 1953, poi in Notizie dagli scavi, 1964
- I compagni sconosciuti, Einaudi (collana "I gettoni" n. 1), 1951; 2006 (a cura di Domenico Scarpa)

- Notizie degli scavi (racconti), Feltrinelli, 1964; Mondadori, 1973 (prefazione di Carlo Fruttero); Mondadori, 1988 (con prefazione di Ruggero Jacobbi)

- Notizie dagli scavi (racconto singolo) Mondadori, 2001 (a cura di Domenico Scarpa)

- Il calabrone che ci vedeva poco (racconto per bambini), Gallucci, 2010 (postilla di Carlo Fruttero)

### Con Carlo Fruttero

Fruttero e Lucentini

- La donna della domenica, Mondadori, 1972
- A che punto è la notte, Mondadori, 1979
- La cosa in sé, Einaudi, 1982
- Il Palio delle contrade morte, Mondadori, 1983
- L'amante senza fissa dimora, Mondadori, 1986
- La prevalenza del cretino, Mondadori, 1986
- La verità sul caso D., Einaudi 1989
- Storie americane di guerra, Einaudi, 1991
- Enigma in luogo di mare, Mondadori, 1991
- Il quarto libro della fantascienza, Einaudi, 1992
- Il ritorno del cretino, Mondadori, 1992
- L'idraulico non verrà, Nuovo Melangolo, 1993
- Breve storia delle vacanze, Mondadori, 1994
- La morte di Cicerone, Nuovo Melangolo, 1995
- Il significato dell'esistenza, Tea, 1997
- Il nuovo libro dei nomi di battesimo, Mondadori, 1998
- Il cretino in sintesi, Mondadori, 2002
- Viaggio di nozze al Louvre, Allemandi, 2002
- I nottambuli, Avagliano, 2002
- I ferri del mestiere, Einaudi, 2003

## Riconoscimenti
- Nel 1989 assieme a Carlo Fruttero vince il Premio Flaiano per la narrativa
- Nel 1990 assieme a Carlo Fruttero riceve il Premio Hemingway [4].
- Nel 1994 assieme a Carlo Fruttero vince il Raymond Chandler Award [5].
- Nel 2000 ricevette il Premio Campiello alla carriera.[6]